# AlunaGeorge
AlunaGeorge es un dúo británico de música electrónica formado por Aluna Francis (voz y composición) y George Reid (producción e instrumentación).

## Historia
El dúo se reunió por primera vez en junio de 2009, cuando Reid remezcló a la banda de Francis, My Toys Like Me su canción «Sweetheart».
AlunaGeorge lanzó el sencillo «You Know You Like It» como descarga digital el 20 de abril de 2012, seguido de un lanzamiento en vinilo el 11 de junio de 2012. Del dúo primer sencillo comercial, «Your Drums, Your Love», fue lanzado el 10 de septiembre de 2012, debutando en el número cincuenta en la lista UK Singles Chart. Durante una visita a BBC Radio 1, el 3 de enero de 2013, AlunaGeorge anunció que su álbum debut titulado Body Music y fue lanzado en junio de 2013, junto con el estreno de la versión completa de la canción «Diver». El 4 de junio de 2013, el dúo dio a conocer el arte de la portada y lista de canciones para Body Music, y confirmó el álbum sería lanzado el 29 de julio de 2013.
En febrero de 2013, AlunaGeorge colaboró con Disclosure en «White Noise». Este sencillo alcanzó el número dos en la lista UK Singles Chart. Huw Stephens también estrenó una nueva canción del grupo en su BBC Radio 1 show llamado, «Attracting Flies». La canción será incluida en su próximo álbum debut. El dúo actuó en el Evolution Festival en Newcastle upon Tyne, el 27 de mayo de 2013.
En 2016 como el primero de varios sencillos que precedieron el lanzamiento de su segundo álbum de estudio, el sencillo «I Remember» es revelado en septiembre. Más tarde, en 2017, el dúo regresa con los sencillos «The Last Kiss» y «Turn Up the Love». Para septiembre de 2018 es lanzada la balada «Superior Emotions», como anticipación para el EP Champagne Eyes, el cual fue revelado para otoño de ese año.

## Miembros
- Aluna Francis nació el 2 de julio de 1988 en Londres, Inglaterra, Reino Unido. Su padre es de Belice y su madre es de Tanzania y de ascendencia británica. Su primera incursión en la industria de la música se produjo cuando ella cantaba en un grupo llamado My Toys Like Me.[3] En 2020, editó su primer disco en solitario, titulado genericamente Renaissance.
- George Reid nació el 29 de diciembre de 1988 en Inglaterra, Reino Unido. Antes era un guitarrista de la banda indie-math rock Colour. Se ha citado a un mínimo de hip hop por The Neptunes, así como Lil Wayne, como inspiraciones. Reid ha dicho que su acercamiento a la música de decisiones se debe a que sea «tan fácil perderse en el software, se llega a un punto en el que tantos ruidos podrían estar llevando a la canción, en lugar de la canción que lleva todo lo demás. Así que esa es mi excusa para tener nada allí».

## Discografía

### Álbumes de estudio
- Body Music (2013)
- I Remember (2016)
- Champagne Eyes (2018)

### Extended plays
- You Know You Like It EP (2012)[11]

### Sencillos
- «Analyser» / «We Are Chosen» (2011)
- «You Know You Like It» (2012)
- «Your Drums, Your Love» (2012)
- «Attracting Flies» (2013)
- «Best Be Believing» (2013)
- «Attracting Flies» (2013)
- «Supernatural» (2014)

### Colaboraciones
- «After Light» (Rustie featuring AlunaGeorge) (2011)
- «White Noise» (Disclosure featuring AlunaGeorge) (2013)
- «To Ü» (Jack Ü featuring AlunaGeorge) (2015)
- «What Would I Change It To» (Avicii featuring AlunaGeorge)  (2017)
- «Hurting» (SG Lewis featuring AlunaGeorge)  (2018)

### Remixes
| Título                   | Año  | Artista                  | Álbum             |
| ------------------------ | ---- | ------------------------ | ----------------- |
| «I'm His Girl»           | 2011 | Friends                  | Manifest!         |
| «Spectrum (Say My Name)» | 2012 | Florence and the Machine | Ceremonials       |
| «The Socialites»         | 2013 | Dirty Projectors         | Swing Lo Magellan |

## Videos musicales
| Título                  | Año  | Director(es)                            |
| ----------------------- | ---- | --------------------------------------- |
| «Just a Touch»          | 2012 | Laurence Matthew Blake and Matilda Finn |
| «You Know You Like It»  | 2012 | Laurence Matthew Blake and Matilda Finn |
| «Your Drums, Your Love» | 2012 | Henry Schofield                         |
| «Attracting Flies»      | 2013 | Emil Nava                               |
| «You Know You Like It»  | 2013 | Sammy Rawal                             |
| «Best Be Believing»     | 2013 | Patrick Killingbeck                     |